# Sprej na vlasy (film)
Sprej na vlasy (v originále Spetters) je nizozemský hraný film z roku 1980, který režíroval Paul Verhoeven. Film popisuje osudy tří mladých motokrosových jezdců.

## Děj
Rien, Eef a Hans jsou kamarádi, kteří se zajímají o motokros. Rien je automechanik, Eef je nadějný závodník a Hans se sice snaží, ale moc se mu v závodech nedaří. Všichni obdivují motokrosového šampióna Gerrita Witkampa. Na závodech se seznámí se sourozenci Fientje a Jaapem, kteří přijeli do městečka se svým karavanem, ve kterém prodávají smažené hranolky. Fientje je velmi ambiciózní a vytuší v Eefovi potenciál, dopomůže mu ke smlouvě se sponzorem a začne s ním chodit. Eef má však na silnici autonehodu, při které ochrne a skončí na vozíku. Fientje svou pozornost poté upře na Riena. Rien je gay, který však svou sexuální orientaci skrývá a naváže utajený poměr s jejím bratrem. O Fientje jeví zájem Hans, který však jako závodník naprosto propadne. Nakonec přesvědčí Fientje, aby zůstala a otevřela si s ním hospodu. Jaap odjíždí sám. Nabídne Rienovi, aby odjel s ním, ten však odmítne a rozhodne se svému striktnímu protestantskému otci říci o své sexuální orientaci.

## Obsazení
| Hans van Tongeren           | Rien           |
| Renée Soutendijková         | Fientje        |
| Toon Agterberg              | Eef            |
| Maarten Spanjer             | Hans           |
| Marianne Boyer              | Maya           |
| Jeroen Krabbé               | Frans Henkhof  |
| Rutger Hauer                | Gerrit Witkamp |
| Peter Tuinman               | Jaap           |
| Saskia van Basten-Batenburg | Truus          |
| Yvonne Valkenburg           | Annette        |
| Albert Abspoel              | Rienův otec    |
| Rudi Falkenhagen            | Hansův otec    |
| Hans Veerman                | Eefův otec     |
| Jonna Koster                | Gerritova žena |